# Ура Вайгуроре
Ура Вайгуроре (на албански: Ura Vajgurore) e град в Албания. Населението му е 7232 жители (2011 г.). Намира се в часова зона UTC+1. Пощенският му код e 5007, а телефонния 0361. МПС кодът му е BR.